# Werner Andert
Werner Hermann Andert (* 19. November 1907 in Ebersbach/Sa.; † 19. März 1983 ebenda) war ein Oberlausitzer Heimatforscher, Mundartpfleger, Volkskundler und Publizist.
Werner Andert war Sohn des Heimatforschers und Geologen Hermann Andert (1879–1945) und Bruder des Mundartdichters Herbert Andert (1910–2010). In der Zeit des Nationalsozialismus war er wissenschaftlicher Hilfsarbeiter an der Hochschule für Lehrerbildung in Dresden. Danach wirkte der Lehrer von 1946 bis 1983 als ehrenamtlicher Leiter des Heimatmuseums auf dem Schlechteberg. Andert setzte das Werk seines Vaters fort, sammelte Volkslieder und legte eine Kartei der Oberlausitzer Mundarten mit 14.000 handschriftlichen Einträgen an, die inzwischen von der Sächsischen Akademie der Wissenschaften in Leipzig aufbewahrt wird. Er erarbeitete mit August Matthes (1854–1937) Richtlinien für eine einheitliche Schreibweise der Mundart. Seine Forschungen zur Heimatgeschichte publizierte er in verschiedenen Werken und schrieb mundartliche Texte für den Funk.
Am 26. Juni 1937 beantragte er die Aufnahme in die NSDAP und wurde rückwirkend zum 1. Mai desselben Jahres aufgenommen (Mitgliedsnummer 4.328.422).

## Schriften (Auswahl)
- Georg Runge, Reichenau, 1927
- Ebersbach – Heimatbuch, Ebersbach 1929
- Dort, wo die Spree entspringt, Hörspiel, Ebersbach 1933
- Volkslied und Volksliedpflege in der Sächsischen Oberlausitz, Marklissa 1937
- Die Hummel, ein vergessenes volkstümliches Instrument der Oberlausitz, 1957